# Spachtelmasse

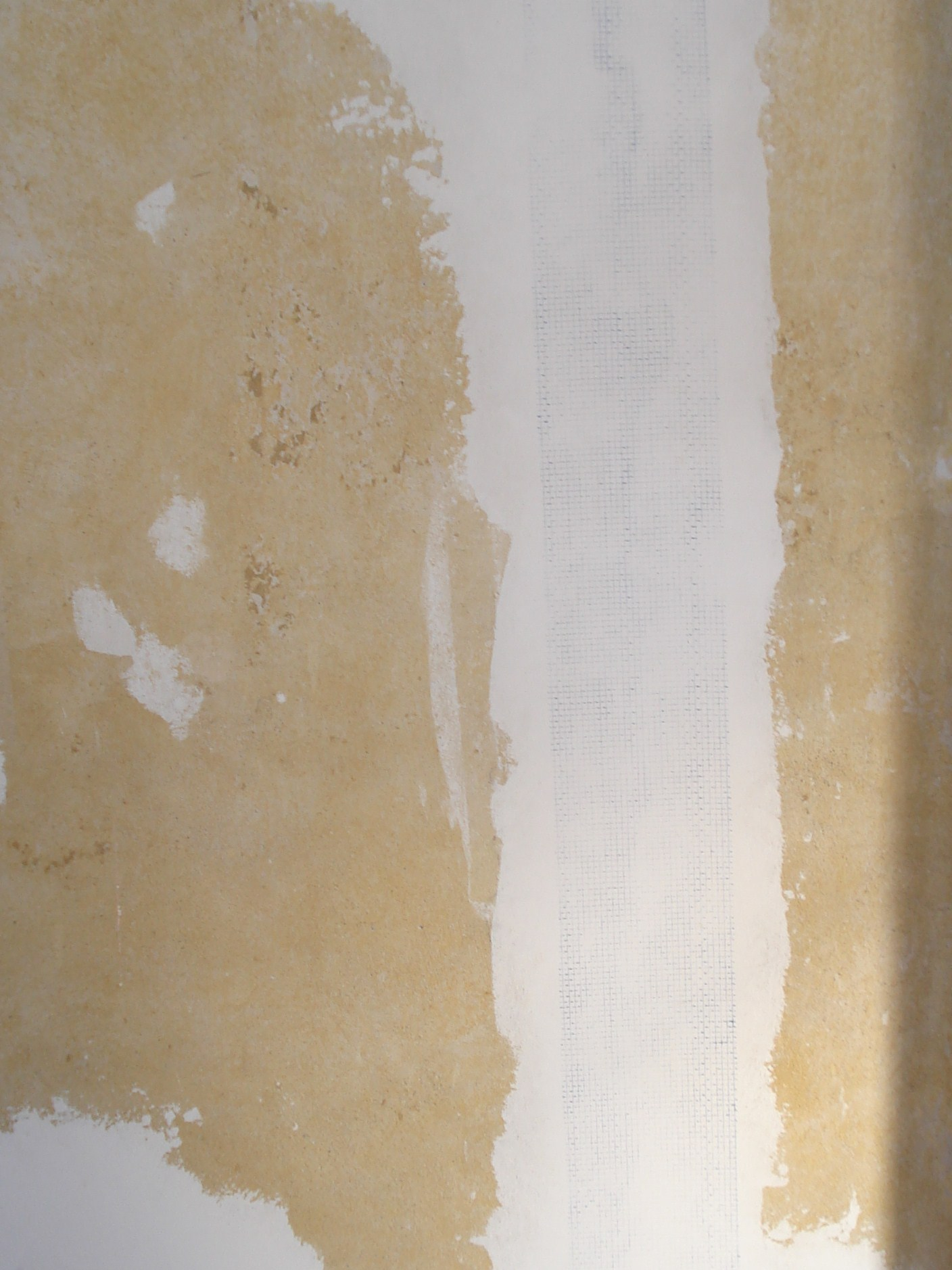
Spachtelmasse nach dem Aufbringen auf eine Wand.

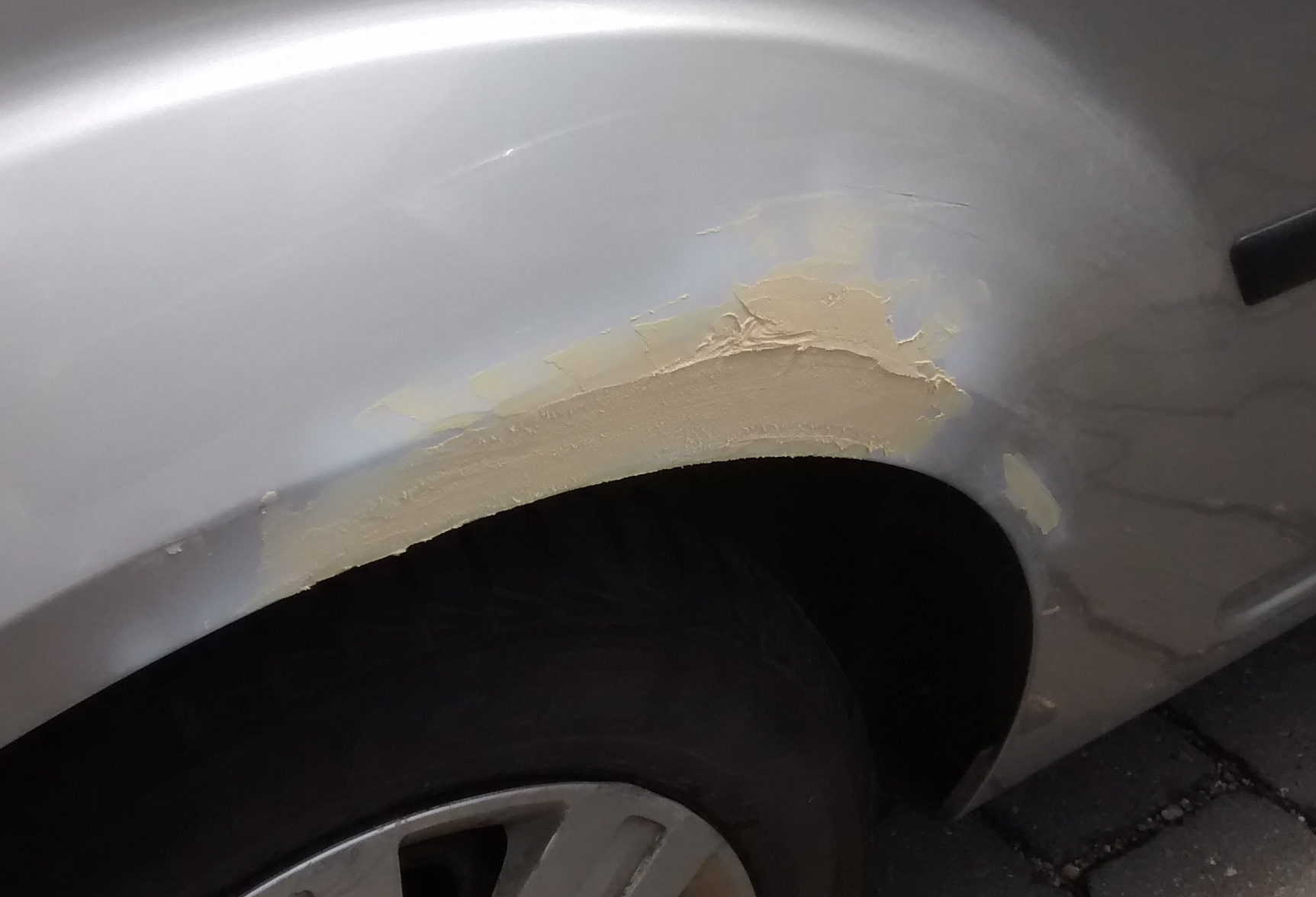
Karosseriespachtel

Spachtelmasse, kurz auch Spachtel, ist eine plastische Substanz, die für oberflächliche Ausbesserungsarbeiten mit einem Spachtel aufgetragen und nach der Aushärtung glatt geschliffen wird. Sie findet Verwendung im Modellbau, im Karosseriebau, beim Trockenbau und im Stuckateurwesen.
In der DIN 55945 werden Spachtelmassen als stark gefüllte Beschichtungsstoffe bezeichnet, die zum Nivellieren von Unebenheiten eingesetzt werden.
Spachtelmassen bestehen aus einer Mischung von Füllstoffen, etwa Gesteinsmehl, und Bindemitteln wie Polyesterharz oder Epoxidharz. Um die Zugfestigkeit zu erhöhen, werden teilweise Mineral- oder andere Fasern beigesetzt.
Im Gipsspachtel (Füllspachtel) dient der gebrannte Gips zugleich als Binde- und Füllmittel. Traditionell wurden die Verarbeitungseigenschaften durch die Zugabe von Leim (Methylcellulose) verbessert. Heutige Gipsspachtelmassen enthalten Kunstharz-Dispersionen zur Vergütung und lassen sich nahezu auf Null ausziehen. Die Masse lässt sich also auf vielen (saugfähigen) Untergründen ansatzfrei aufbringen, ohne dass es nötig wäre, die gesamte Fläche zu beschichten. Manche Gipsspachtel eignen sich auch als Ansetzbinder zum Verkleben von Trockenbauplatten.
Zementspachtel enthält neben dem Zement ebenfalls Polymerharze als Bindemittel und lässt sich auch im Nass- und Außenbereich einsetzen.
Kunststoff-Dispersionsspachtel enthalten meist Bindemittel auf Basis von Polyvinylacetat oder Acrylharzen sowie Kreide oder Schwerspat als Füllstoff.
Ähnliche Massen, die aber eher dem Füllen von größeren Fehlstellen oder dem Verkleben von Bauteilen dienen, werden als Kitt bezeichnet.

## Anwendung
Um einem eventuellen Schwund beim Trocknen bzw. Abbinden entgegenzuwirken, wird die Spachtelmasse meist großzügig aufgetragen und später, z. B. mit Schleifpapier, abgeschliffen. Diese nachträgliche Bearbeitung ist beispielsweise bei den ähnlichen Materialien Putz oder Mörtel nicht erforderlich.
Gebräuchlich sind Spachtelmassen, die pulverförmig erhältlich sind und mit Wasser zur eigentlichen Masse angerührt werden (z. B. Gips). 
Holzkitt und Holzpaste sind spezielle Spachtelmassen für Holz, die in ihrer Farbe dem umgebenden Holz entsprechen, sodass sie bei holzsichtigen Teilen (z. B. Möbeln) für Reparaturen verwendbar sind.

## Komponentenspachtel
Neben Spachtelmassen, die durch Trocknung an der Luft aushärten, gibt es auch Massen, die vor der Verwendung mit einem Initiator versehen (angerührt, durch Kneten gemischt) werden und nach dem Auftrag chemisch aushärten. Diese werden Komponentenspachtel genannt, zum Beispiel „2‑Komponenten-Spachtel“.
Diese Art von Spachtelmasse kann durch Hinzufügen einer oder mehrerer Komponenten z. B. zu einer Glasfiberreparatur oder als Ausgleichsmasse zur schlüssigen Verbindung von Schieferplatten bei Billardtischen benutzt werden.
Weit verbreitet sind z. B. Autospachtel, auch als Polyesterspachtel bekannt, auf Polyesterbasis, und Spachtel basierend auf Epoxidharz. Beide können durch Glasfasern und andere Zuschläge verstärkt werden.

## Gefahren
In der Vergangenheit wurde Spachtelmassen oft zur Verbesserung der mechanischen Eigenschaften Asbest zugesetzt. Hieraus ergeben sich heute Gesundheitsgefahren, da bei mechanischer Bearbeitung Asbestfasern freigesetzt werden. Jegliche Manipulation solcher Spachtelmassen durch Unkundige hat zu unterbleiben, einzig Sachkundige nach TRGS 519, Anlage 3 dürfen diese bearbeiten. Vor einer Abtragung muss gegebenenfalls eine Beprobung erfolgen, z. B. nach VDI-Richtlinie 6202, Blatt 3.

## Filler
Die ausgehärtete und geschliffene Spachtelmasse ist aufgrund ihrer Körnigkeit nicht ausreichend glatt für eine anschließende Lackierung. Zur Glättung der Oberfläche muss daher noch Filler auf die Spachtelmasse aufgetragen werden.